# Список мохообразных, папоротниковидных и голосеменных, занесённых в Красную книгу Таджикистана
В данный список включены 17 видов мохообразных, папоротниковидных и голосеменных растений, вошедших в последнее (второе) издание Красной книги Республики Таджикистан (2015).

## КлассГнетовые(Gnetopsida)
- Хвойник средний (Ephedra intermedia) — EN. Вымирающий. В книге указан как Ephedra persica[2]
- Хвойник шишконосный (Ephedra strobilacea) — EN. Вымирающий[3]

## КлассЛистостебельные мхи(Bryopsida)
- Десматодон высоконожковый[швед.] (Tortula altipes) — EN. Вымирающий. В книге указан как Desmatodon altipes[4]
- Вейзия папиллознейшая (Weisia papillosissima) — EN. Вымирающий[5]
- Дидимодон Иогансена[швед.] (Didymodon johansenii) — CR. Находится в критическом состоянии[6]
- Индузиэлла тяньшанская (Indusiella thianschanica) — CR. Находится в критическом состоянии[7]
- Милиххоферия гималайская[швед.] (Mielichhoferia himalayana) — EN. Вымирающий[8]
- Тортула ферганская (Tortula ferganensis) — EN. Вымирающий[9]
- Усмания кривоножковая (Grimmia pitardii) — EN. Вымирающий. В книге указан как Usmania campylopoda[10]
- Фиссиденс каратауский[швед.] (Fissidens karataviensis) — EN. Вымирающий[11]

## КлассПапоротниковые(Polypodiopsida)
- Голокучник Робертов — EN. Вымирающий. В книге указан как Gymnocarpium fedtschenkoanum[12]
- Костенец ключевой[швед.] (Asplenium fontanum) — EW. Исчез в дикой природе. В книге указан как Asplenium pseudofontanum[13]
- Скрытокучница Стеллера (Cryptogramma stelleri) — CR. Находится в критическом состоянии[14]
- Щитовник болотный (Thelypteris palustris) — CR. Находится в критическом состоянии[15]
- Щитовник Комарова[швед.] (Dryopteris komarovii) — CR. Находится в критическом состоянии[16]

## КлассПсилотовидные(Psilotopsida)
- Ужовник бухарский[швед.] (Ophioglossum bucharicum) — CR. Находится в критическом состоянии[17]

## КлассХвойные(Pinopsida)
- Плосковеточник восточный (Platycladus orientalis) — CR. Находится в критическом состоянии[18]